# Simon Kramer

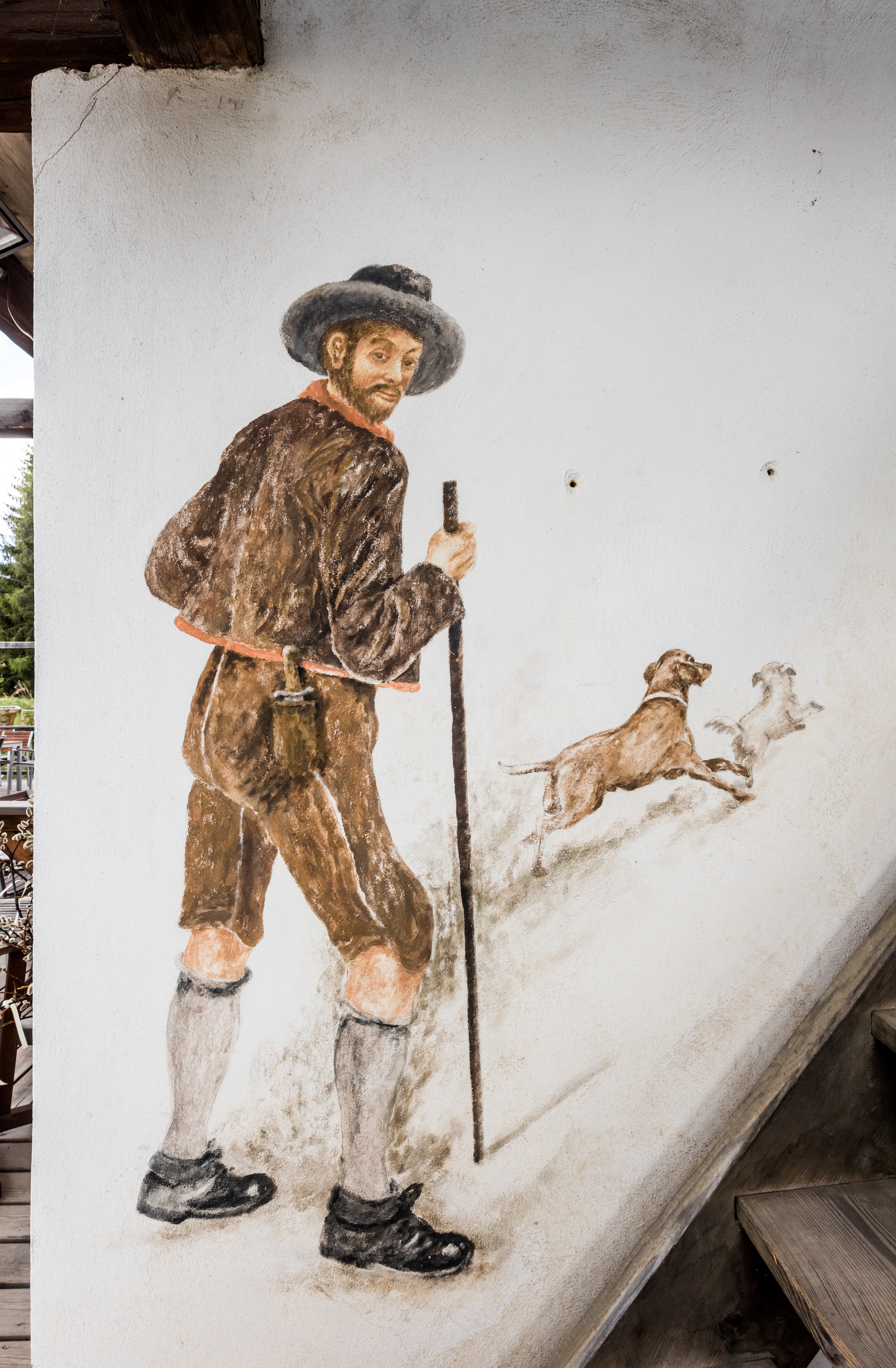
Simon Kramer, Wandmalerei am Almgasthaus «Simale» in Kreuth 12, Frauenstein

Simon Kramer (* 16. Januar 1785 in Möderndorf, Gemeinde Maria Saal; † 17. September 1809 in Zojach, Gemeinde Liebenfels; auch Simerl Krapfenbäck oder volkstümlich Krapfenbäck Simerle) war ein Kärntner Räuber und gilt heute als „Robin Hood von Kärnten“.

## Familie
Simon Kramer wurde als Sohn eines sogenannten Halbbauern (Keuschler vulgo „Krapfenbäck“) im Jahr 1785 in der Riederkeusche ober Möderndorf am Zollfeld geboren.

## Leben
Die Besetzung Kärntens durch die französischen Truppen prägte das Land und die Kindheit des jungen Kramer. Sein Vater Sebastian ließ sich mit seiner Familie in St. Veit an der Glan nieder (heute Bräuhausgasse 19), und Simon beobachtete ihn dabei, wie er Dieben und Landstreichern in seinem Haus Unterschlupf gewährte. Von ihnen lernte Simon auch das Diebeshandwerk und verübte 1806 seine ersten Taten als Brigant.
Der Krapfenbäck-Simerl, wie er genannt wurde, beging – oft mit Komplizen – Diebstähle und Raubüberfälle, meist bei einfachen Bauern. Die Sagen idealisieren ihn: Er habe im Wolschartwald fahrenden Kaufleuten aufgelauert und habe nicht einmal vor Überfällen auf die Franzosen zurückgeschreckt und diesen eine Kriegskasse geraubt. „Die Beute verteilte Simon Kramer unter seinen armen, halbverhungerten Landsleuten“, behauptet die Sage. Als sicheres Versteck vor Napoleons Gefolgsleuten soll ihm und seiner Weggefährtin Juliana Regenfelder der dichte Wolschartwald mitten auf dem Krappfeld gedient haben.
Simon Kramer wurde steckbrieflich gesucht und zweimal festgenommen, jedoch entkam er 1807 aus der Gefangenschaft im Marktgericht in Weitensfeld. Nach seiner zweiten Festnahme wurden ihm 35 Straftaten zur Last gelegt, und er wurde Anfang 1809 zu lebenslangem Kerker verurteilt, doch entzog er sich der Justiz im Februar 1809 durch eine spektakuläre Flucht aus dem Klagenfurter Kriminalgericht. Schon vorher hatte er seine Freundin Juliana aus dem Kerker des Schlosses Mageregg befreit, was für großes Aufsehen sorgte.
Am Abend des 17. September des Jahres 1809 wurde Simon Kramer beim „Wegscheiderwirt“ in Zojach von einer Streife unter der Führung des Landgerichtspflegers Anton Lackner gestellt und dort wegen angeblichen Widerstands unter höchst fragwürdigen Umständen erschossen. Auf Intervention der Kärntner Landesadministration verzichtete das Gericht auf Untersuchung dieses Vorfalles. Die Sage weiß von Verrätern aus den eigenen Reihen zu berichten und von einem wundersamen Messer, welches sich nach Simon Kramer drehte, sobald Gefahr drohte.
Als abschreckendes Beispiel ließ der französische General Jean-Baptiste Rusca den Leichnam des Krapfenbäck am 20. September am Galgen in Annabichl bei Klagenfurt aufhängen. Sein Körper wurde höchstwahrscheinlich direkt am Galgenbichl verscharrt.

## Künstlerische Aufarbeitung
Auf Basis der Geschichte des Krapfenbäck Simerle wurde 2010 ein Musical auf der Burgruine Finkenstein uraufgeführt mit Musik von Gerd Schuller und Texten von Heimo Töfferl und Adolf Ulbing. Zuvor gab es schon mehrere Bearbeitungen für die Bühne, u. a. von Ludwig Skumauz bei den Südkärntner Sommerspielen Eberndorf.